# Alfred Nagel
Alfred Hugo Nagel (* 22. Januar 1896 in Schwäbisch Gmünd; † 11. April 1967 in Stuttgart) war ein württembergischer Landrat.

## Leben
Nagel, Sohn eines Kaufmanns und Fabrikanten sowie evangelischer Konfession (bis Mitte/Ende der 1930er Jahre), studierte von 1915 bis 1921 Rechtswissenschaften in Tübingen und München. Er war Mitglied der Studentenverbindung AV Virtembergia Tübingen. Er legte 1921 die erste und 1924 die zweite Staatsprüfung ab. 1924 trat er in die württembergische Innenverwaltung ein. 
Zum 1. Mai trat er der NSDAP bei (Mitgliedsnummer 2.874.594). Er war Landrat im Oberamt Calw von 1933 bis 1936 und im Landkreis Göppingen von 1936 bis 1942. 1934 war er zeitweise erster Stellvertreter des deutsch-christlichen Landesbischofs. 1937 wurde er zugleich Beisitzer an der Dienststrafkammer Stuttgart. 1942 wurde er Oberkriegsverwaltungsrat und war seit 1943 in der Militärverwaltung in Belgien und Nordfrankreich tätig. Seit Anfang 1945 wurde er am Landratsamt Crailsheim verwendet. Er wurde 1945 auf Anordnung der US-Militärregierung entlassen und war von 1945 bis 1947 in US-Internierung.